# Jacques Abardonado
Jacques Abardonado, surnommé Pancho, né le 27 mai 1978 à Marseille en France, est un footballeur puis entraîneur français qui a évolué au poste de défenseur central. Il possède également la nationalité espagnole.

## Biographie
Enfant de La Castellane, Pancho Abardonado arrive à l'Olympique de Marseille en 1998 en provenance de l'US Endoume après avoir été repéré par Jean Castaneda qui récupère également Spinosi et Wacouboué. Il joue son premier match professionnel le 10 novembre de la même année.
Lors de la saison 1999-2000, il participe en tant que titulaire à la victoire (4-1) de l’Olympique de Marseille contre le PSG devant près de 57 243 spectateurs, avec à la clé le troisième but (3-1, 67e minute).
Il part une saison au FC Lorient. Le club lorientais remporte alors la Coupe de France en 2002. Si Jacques Abardonado ne participe pas à cette finale, il joue par contre la finale perdue de la Coupe de la Ligue la même année (face au Football Club des Girondins de Bordeaux, 3-0).
En juillet 2002, il rejoint l'OGC Nice. Le club des Aiglons est alors dans une mauvaise passe financière et vient de remonter parmi l'élite. Jacques Abardonado reste cinq saisons avec les Niçois. Le club a des résultats irréguliers : il parvient en finale de la Coupe de la Ligue en 2006 mais est au bord de la relégation, l'année suivante. Très apprécié des supporters pour son engagement et son fort tempérament, il laisse un excellent souvenir de son passage dans le club azuréen.
Abardonado signe au 1. FC Nuremberg lors du marché des transferts hivernal 2007-2008. Après six mois en Allemagne, le 31 août 2008, il rejoint pour un contrat de deux ans, le Valenciennes FC, qu'il quitte à l'issue de la saison 2009-2010. Lors de son passage au VAFC, il ne marqua aucun but, si ce n'est contre son camp lors du derby face à Lille en 2008.
Le 24 août 2010, il signe avec le Grenoble Foot 38 en Ligue 2 un contrat de deux ans. Relégué en National à l'issue de la saison, Abardonado quitte le club.
En septembre 2011, il rejoint l'équipe de l'Étoile Football Club Fréjus Saint-Raphaël dans le championnat de National. Il quitte le club azuréen à l'issue de la saison 2011-2012. Il devient ensuite consultant au sein de la chaîne de télévision OMtv. Le 20 novembre 2013, il signe avec l'Olympique de Marseille afin d'évoluer avec l'équipe réserve du club qui évolue en CFA2. Il commence en parallèle une formation pour devenir entraîneur, et devient l’entraîneur de l'équipe réserve en avril 2016 pour succéder à Thomas Fernandez parti renforcer le staff de Franck Passi en équipe première.
Abardonado est l'un des rares footballeurs professionnels issus de la communauté des gens du voyage comme André-Pierre Gignac et Yohan Mollo 
ainsi que Ricardo Quaresma et Téji Savanier ,,.
À la suite de l'arrivée de Jorge Sampaoli, il rejoint le staff de l'équipe première de l'Olympique de Marseille.
Le 20 septembre 2023, à la suite d'une crise majeure à l'Olympique de Marseille, il devient le nouvel entraineur par intérim remplaçant ainsi Marcelino.
Il est l'adjoint de Roberto De Zerbi à la tête de l'équipe professionnelle de l'Olympique de Marseille.

## Palmarès

### En club
- Olympique de Marseille
  - Vice-champion de France en 1999.
- FC Lorient
  - Vainqueur de la Coupe de France en 2002.
  - Finaliste de la Coupe de la Ligue en 2002
- OGC Nice
  - Finaliste de la Coupe de la Ligue en 2006.

## Statistiques
| Saison                | Club                     | Championnat           | Championnat | Championnat | Championnat | Coupe nationale | Coupe nationale | Coupe nationale | Coupe de la Ligue | Coupe de la Ligue | Coupe de la Ligue | Compétition(s) continentale(s) | Compétition(s) continentale(s) | Compétition(s) continentale(s) | Compétition(s) continentale(s) | Total | Total | Total |
| Saison                | Club                     | Division              | M.          | B.          | P.d.        | M.              | B.              | P.d.            | M.                | B.                | P.d.              | Comp.                          | M.                             | B.                             | P.d.                           | M.    | B.    | P.d.  |
| 1998-1999             | Olympique de Marseille   | Division 1            | 2           | 0           | 0           | -               | -               | -               | -                 | -                 | -                 | C3                             | -                              | -                              | -                              | 2     | 0     | 0     |
| 1999-2000             | Olympique de Marseille   | Division 1            | 13          | 2           | 0           | 2               | 0               | 0               | -                 | -                 | -                 | C1                             | 4                              | 0                              | 0                              | 19    | 2     | 0     |
| 2000-2001             | Olympique de Marseille   | Division 1            | 18          | 1           | 0           | 1               | 0               | 0               | 1                 | 0                 | 0                 | -                              | -                              | -                              | -                              | 20    | 1     | 0     |
| Sous-total            | Sous-total               | Sous-total            | 33          | 3           | 0           | 3               | 0               | 0               | 1                 | 0                 | 0                 | -                              | 4                              | 0                              | 0                              | 41    | 3     | 0     |
| 2001-2002             | FC Lorient               | Division 1            | 28          | 0           | 0           | 3               | 0               | 0               | 5                 | 0                 | 0                 | -                              | -                              | -                              | -                              | 36    | 0     | 0     |
| 2002-2003             | OGC Nice                 | Ligue 1               | 38          | 1           | 0           | 1               | 0               | 0               | 1                 | 0                 | 0                 | -                              | -                              | -                              | -                              | 40    | 1     | 0     |
| 2003-2004             | OGC Nice                 | Ligue 1               | 34          | 0           | 0           | 2               | 0               | 0               | 3                 | 0                 | 0                 | CI                             | 3                              | 0                              | 0                              | 42    | 0     | 0     |
| 2004-2005             | OGC Nice                 | Ligue 1               | 31          | 0           | 0           | 3               | 0               | 0               | 1                 | 0                 | 0                 | CI                             | 2                              | 0                              | 0                              | 37    | 0     | 0     |
| 2005-2006             | OGC Nice                 | Ligue 1               | 32          | 1           | 0           | -               | -               | -               | 5                 | 0                 | 0                 | -                              | -                              | -                              | -                              | 37    | 1     | 0     |
| 2006-2007             | OGC Nice                 | Ligue 1               | 30          | 0           | 0           | 1               | 0               | 0               | -                 | -                 | -                 | -                              | -                              | -                              | -                              | 31    | 0     | 0     |
| 2007-2008             | OGC Nice                 | Ligue 1               | 10          | 0           | 0           | -               | -               | -               | 2                 | 0                 | 0                 | -                              | -                              | -                              | -                              | 12    | 0     | 0     |
| Sous-total            | Sous-total               | Sous-total            | 175         | 2           | 0           | 7               | 0               | 0               | 12                | 0                 | 0                 | -                              | 5                              | 0                              | 0                              | 199   | 2     | 0     |
| 2007-2008             | 1. FC Nuremberg          | Bundesliga            | 10          | 0           | 0           | -               | -               | -               | -                 | -                 | -                 | C3                             | 1                              | 0                              | 0                              | 11    | 0     | 0     |
| 2008-2009             | 1. FC Nuremberg          | 2. Bundesliga         | 1           | 0           | 0           | -               | -               | -               | -                 | -                 | -                 | -                              | -                              | -                              | -                              | 1     | 0     | 0     |
| Sous-total            | Sous-total               | Sous-total            | 11          | 0           | 0           | 0               | 0               | 0               | 0                 | 0                 | 0                 | -                              | 1                              | 0                              | 0                              | 12    | 0     | 0     |
| 2008-2009             | Valenciennes FC          | Ligue 1               | 18          | 0           | 0           | 1               | 0               | 0               | 1                 | 0                 | 0                 | -                              | -                              | -                              | -                              | 20    | 0     | 0     |
| 2009-2010             | Valenciennes FC          | Ligue 1               | 15          | 0           | 0           | 1               | 0               | 0               | 1                 | 0                 | 0                 | -                              | -                              | -                              | -                              | 17    | 0     | 0     |
| Sous-total            | Sous-total               | Sous-total            | 33          | 0           | 0           | 2               | 0               | 0               | 2                 | 0                 | 0                 | -                              | 0                              | 0                              | 0                              | 37    | 0     | 0     |
| 2010-2011             | Grenoble Foot 38         | Ligue 2               | 28          | 0           | 0           | 1               | 0               | 0               | -                 | -                 | -                 | -                              | -                              | -                              | -                              | 29    | 0     | 0     |
| 2011-2012             | ÉFC Fréjus Saint-Raphaël | National              | 10          | 0           | 0           | 3               | 0               | 0               | -                 | -                 | -                 | -                              | -                              | -                              | -                              | 13    | 0     | 0     |
| Total sur la carrière | Total sur la carrière    | Total sur la carrière | 318         | 5           | 0           | 19              | 0               | 0               | 20                | 0                 | 0                 | -                              | 10                             | 0                              | 0                              | 367   | 5     | 0     |